# Gabriela Schloesser
Gabriela Schloesser, nata Bayardo (Tijuana, 18 febbraio 1994), è un'arciera messicana naturalizzata olandese, vincitrice di una medaglia d'argento nella gara a squadre miste ai Giochi olimpici di Tokyo in coppia con il connazionale Steve Wijler.

## Palmarès
- Giochi olimpici

Tokyo 2020: argento nella gara a squadre miste.
- Campionati mondiali di tiro con l'arco

's-Hertogenbosch 2019: argento nella gara a squadre miste.
- Giochi europei

Minsk 2019: bronzo in individuale.